# Maldestro
Maldestro, pseudonimo di Antonio Prestieri (Napoli, 11 marzo 1985), è un cantautore, drammaturgo e regista italiano.

## Biografia
Comincia giovanissimo a studiare pianoforte ma durante l'adolescenza si avvicina al teatro e da quel momento decide di dedicarsi completamente alla recitazione, alla regia ed alla drammaturgia. Scrive oltre quindici opere e vince numerosi premi e riconoscimenti.
Nel 2013 decide di pubblicare alcune canzoni tra le quali "Sopra al tetto del comune" e "Dimmi come ti posso amare", brani che gli faranno vincere tra il 2013 e il 2014 numerosi premi tra i quali il Premio Ciampi, De André, SIAE, AFI, Palco Libero e Musicultura e che saranno poi contenuti nel suo primo album Non trovo le parole, pubblicato il 14 aprile 2015, con il quale è arrivato secondo alla Targa Tenco come miglior album d’esordio. Maldestro è stato inoltre inserito nell’album del Club Tenco dedicato a De André.
Nel 2017 partecipa al Festival di Sanremo con il brano Canzone per Federica, classificandosi al secondo posto fra le "Nuove Proposte" e vincendo il Premio della Critica del Festival della canzone italiana "Mia Martini" relativo a tale sezione, il Premio Lunezia, il Premio Jannacci, il Premio Assomusica e il Premio Miglior Videoclip.
Il 24 marzo 2017 pubblica il secondo album, I muri di Berlino. Il disco contiene fra gli altri il brano "Abbi cura di te", che viene inserito nella colonna sonora del film Beata ignoranza.
Il 9 novembre 2018 pubblica il suo terzo disco di inediti Mia madre odia tutti gli uomini. L'album, uscito per Arealive con distribuzione Warner Music, viene anticipato dal singolo "Spine".
Il 16 Ottobre 2020 pubblica l’album “EgoSistema”.
Il 23 Dicembre 2021 debutta al teatro Bellini di Napoli con “ Io non sono pacifista”, uno spettacolo scritto, diretto e interpretato dallo stesso Maldestro ispirato alla vita di Gino Strada.
Dal 2021 fa parte del cast di «Passione», spettacolo ideato da John Turturro.
Nel 2022 lavora alla regia di “Art”, una pièce pluripremiata della drammaturga Yasmina Reza dove veste anche i panni di uno dei tre protagonisti.
Nello stesso anno entra a far parte dello spettacolo campione d’incassi « Dignità autonome di prostituzione » e ci rimane fino al 2024.
Nel 2023 è opinionista nel programma di Rai 3 " Avanti Popolo". 
Tra il 2023 e il 2024 lo si vede impegnato in una ricerca musicale che lo porta a pubblicare sei singoli in napoletano. 
Nel 2023 esce il suo primo podcast "Demons" tra i numerosi ospiti anche Luigi de Magistris, Irma Testa, Jorit, Franco Ricciardi. (Seconda Stagione in corso)
Nel 2024 nasce " Demons Live Show" format del tutto innovativo che mette insieme l'arte del teatro e il podcast. 

## Discografia

### Album in studio
- 2015 – Non trovo le parole
- 2017 – I muri di Berlino
- 2018 – Mia madre odia tutti gli uomini
- 2020 – EgoSistema

### Album dal vivo
- 2018 – Acoustic solo live

### Singoli
- 2013 – Sopra al tetto del comune
- 2013 – Dimmi come ti posso amare
- 2017 – Canzone per Federica
- 2017 – Abbi cura di te
- 2017 – Tutto quello che ci resta
- 2018 – Arrivederci allora
- 2018 – Le mani di Maria
- 2018 – Spine
- 2018 – La felicità
- 2020 – Ma chi me lo fa fare
- 2023 – Preludio
- 2023 – Famiglia Criminale
- 2023 – Vogl sta cu te
- 2023 – Fort
- 2024 – Cult
- 2024 – Barolo